# Белая роза (группа Сопротивления)
«Белая роза» (нем. Weiße Rose) — подпольная группа Сопротивления, действовавшая в нацистской Германии. Была образована студентами Мюнхенского университета. Действовала с июня 1942 до февраля 1943 года. Название было выбрано по роману «Белая роза» известного антивоенного писателя Б. Травена.

## Члены группы
- Кристоф Пробст (р. 1919), студент медицинского факультета
- Ганс Шолль (р. 1918), один из организаторов «Белой Розы», студент медицинского факультета
- Софи Шолль (р. 1921), студентка философского факультета
(казнены 22 февраля 1943 года после трёх дней допросов и пыток)

- Александр Шморель (р. 1917), эмигрант из России (Оренбург), один из организаторов «Белой Розы», студент медицинского факультета. В 2012 году канонизирован Русской православной церковью как святой Александр Мюнхенский. После войны площадь Мюнхена, где жил А. Шморель, получила его имя, в его родном Оренбурге его именем назван сквер в центре города и в 2020 году установлен памятник.
- Курт Хубер (р. 1893), профессор философии Мюнхенского университета
(казнены 13 июля 1943 года в мюнхенской тюрьме Штадельхайм)

- Вилли Граф (р. 1918), студент медицинского факультета
(казнён 12 октября 1943 года)

- Ханс Лейпельт (р. 1921), студент химического факультета
(казнён 29 января 1945 года)

- Ханс Хирцель (1924—2006), был приговорён к пяти годам лишения свободы, освобождён в 1945, кандидат в президенты ФРГ от национально-консервативной партии «Республиканцы»

- Сузанна Хирцель[1] (1921—2012), сестра Ханса Хирцеля, была приговорена к шести месяцам лишения свободы за недостаточностью доказательств, после войны преподавала игру на виолончели, была, как и её брат, политически активна в партии «Республиканцы», выступала против правых и левых экстремистов и позднее против исламизации Европы.

- Трауте Лафренц (1919—2023), в «Белой розе» занималась распространением листовок, была арестована в марте 1943 года и провела около двух лет в заключении. В 1945 году покинула Германию и жила в США. Была последней участницей «Белой розы», оставшихся в живых. Ушла из жизни 6 марта 2023 года в возрасте 103 лет.

## Мотивы
На решение отдельных членов группы принять участие в Сопротивлении повлияли их христианская вера и возмущение проводимой властями расистской политикой и преследованиями противников режима. Многие члены группы стали очевидцами массовых убийств в Польше и СССР, что побудило их присоединиться к Сопротивлению после возвращения на родину.

## Акции
Члены группы писали листовки с призывами присоединиться к борьбе с нацистским режимом. Листовки копировались на гектографе и распространялись по адресам, произвольно выбранным из телефонного справочника. Целью акции было противодействие государственной пропаганде.
Со временем группа решила, что листовок недостаточно и что нужно перейти к более активным действиям. 3, 8 и 15 февраля 1943 года, в частности, на стенах Мюнхенского университета, Национального театра, Министерства экономики были нанесены надписи: «Долой Гитлера» (Nieder mit Hitler) и «Свобода» (Freiheit). Надписи были сделаны членами «Белой розы» Александром Шморелем, Гансом Шоллем и Вилли Графом.

## Провал и казнь
18 февраля 1943 года (после Сталинградской битвы) участники организации напечатали листовки с призывом к восстанию. Софи Шолль пронесла их в университет и оставила в фойе. Несколько оставшихся листовок она бросила с балкона студентам, находившимся внизу. Это увидел охранник и вызвал гестапо.
Ганса и Софи арестовали и судили на чрезвычайном заседании Народного суда. Их, а также Кристофа Пробста, признали виновными и 22 февраля 1943 года казнили на гильотине. Последними словами Ганса Шолля перед казнью были: «Да здравствует свобода!».

## Память
Обе площади перед главным зданием Мюнхенского университета были названы именами участников группы: площадь брата и сестры Шолль (нем. Geschwister-Scholl-Platz) и площадь профессора Хубера (нем. Professor-Huber-Platz). В мюнхенском студенческом городке все улицы были названы в честь участников группы.
В 1980 году баварским отделением Биржевого союза немецкой книготорговли и городом Мюнхен в честь Ганса и Софи Шолль была учреждена литературная премия, отмечающая «…моральную, интеллектуальную и эстетическую смелость».
В январе 2014 года в стенах Баварского национального музея была найдена гильотина, на которой были казнены участники «Белой розы».

## Идеология
Идеология «Белой розы» включала в себя несколько компонентов, отраженных в их листовках. К ключевым составляющим можно отнести национализм, антифашизм, ориентированность на Европу и политическую составляющую группы, выраженную на первом этапе их деятельности в виде призыва к «пассивному сопротивлению», а на втором — в виде призыва к свержению нацистского режима и демонстрации облика послевоенной Германии в качестве идеала, к которому нужно стремиться. Также в качестве основного компонента выделяют христианскую этику, однако, она фигурировала лишь в первых четырех листовках «Белой розы».